# Eben Haëzer (Spui)
Eben Haëzer is een ronde stenen beltmolen aan de Pootersdijk in het Nederlandse dorp Spui. De molen is gebouwd in 1807 en is tot 1952 in gebruik geweest als korenmolen. In 1958 kocht de gemeente Axel de molen en in 1964/65 werd hij gerestaureerd.
In 1970 ging het eigendom over op de gemeente Terneuzen. In 1982 en 2000 volgden nieuwe, ingrijpende restauraties die de molen maalvaardig maakten. De in Zeeuwse traditie witgeschilderde molen beschikt over een koppel maalstenen, waarmee koren kan worden gemalen. Het tweede koppel is bij de restauratie van 1965 verwijderd; de twee molenstenen liggen nu bij de ingang.
De molen is van mei tot oktober te bezoeken.